# Harry Langdon

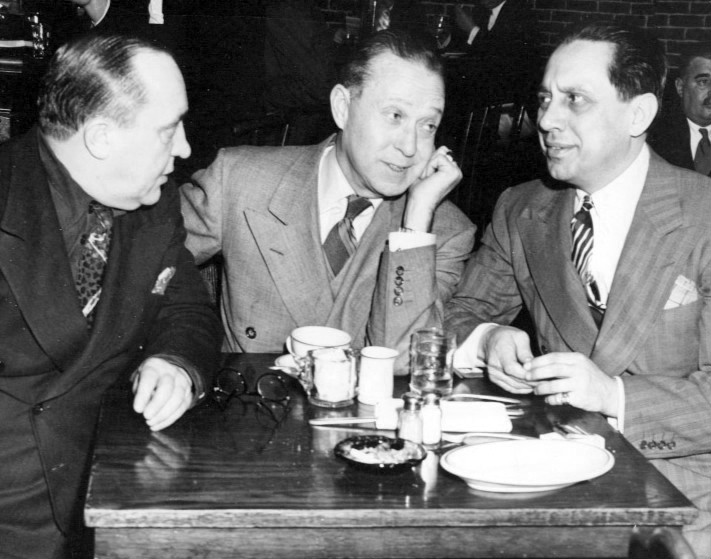
Harry Langdon (Mitte) mit dem Komikerduo Olsen & Johnson

Harry Philmore Langdon (* 15. Juni 1884 in Council Bluffs, Iowa; † 22. Dezember 1944 in Hollywood, Kalifornien) war ein US-amerikanischer Schauspieler und bedeutender Komiker.

## Frühe Karriere
Langdon wurde als Sohn des Malers William Worley Langdon und dessen Frau Lavinia geboren. Er wuchs in Omaha auf und verdiente sich sein Taschengeld als Zeitungsverkäufer, um es bevorzugt für Theaterbesuche und die Finanzierung eigener Laientheaterproduktionen auszugeben. Als Jugendlicher riss Langdon aus und schloss sich für einige Monate der „Dr. Belcher’s Kickapoo Indian Medicine Show“ an. Er verließ seine Familie immer wieder, um sich Showgruppen anzuschließen. Dabei zeigte er sich sehr vielseitig, als Artist am Trapez, Clown oder Musikant. Wie sein Kollege Larry Semon war er auch ein begabter Zeichner. Im Jahre 1903 heiratete er die Schauspielerin Rose Musolff, mit der er 1906 seine Karriere im Vaudeville startete. Bis 1915 hatte er den Sketch „Johnny’s New Car“ entwickelt, der berühmt wurde und den er in den folgenden Jahren in immer neuen Variationen zur Aufführung brachte.

## Stummfilm
1923 entschloss sich Langdon, beim Stummfilm Fuß zu fassen. Harold Lloyd brachte ihn mit dem Produzenten Hal Roach zusammen, doch die Verhandlungen führten zu nichts. Stattdessen unterschrieb er bei Sol Lesser von Principal Pictures, für den er die drei Kurzfilm-Komödien The Skyscraper, A Tough Tenderfoot und A Perfect Nuisance drehte. Sie wurden zunächst nicht aufgeführt, und aufgrund finanzieller Probleme des Studios erhielt der Komiker noch im selben Jahr die Kündigung.
Im November 1923 wurde Langdon von Mack Sennett unter Vertrag genommen. Seine frühesten Filme für das Studio entsprachen zumeist noch ganz dem Sennett-typischen rasanten Slapstick jener Jahre und ähnelten denen von Billy Bevan und Ben Turpin. Doch bald gewährte Sennett seinem Neuerwerb größere künstlerische Freiheit, um seinen eigenen Stil entwickeln zu können, der erstmals in Shanghaied Lovers und schließlich regelmäßig ab The First 100 Years zur Geltung kam. Langdons Filmfigur setzte nun ganz auf sein ausdrucksstarkes Babygesicht, gepaart mit typisch kindlichen Manierismen und einer grenzenlosen Langsamkeit, Naivität und Unschuld: Ein hilflos wirkender Kindmann, der in einer komplizierten und feindseligen Welt oftmals mehr Glück als Verstand hat.
Anteil am zunehmenden künstlerischen Erfolg hatte der Regisseur Harry Edwards, der mit Langdon in den Jahren 1924 bis 1926 Kurzfilmklassiker wie All Night Long, His Marriage Wow, Remember When?, Saturday Afternoon, Soldier Man und Fiddlesticks (erst 1927 veröffentlicht) sowie die ersten Langfilme His First Flame (dito) und Tramp, Tramp, Tramp drehte. Ende 1924 kamen außerdem mit Frank Capra und Arthur Ripley zwei einfühlsame Gag-Schreiber und Autoren hinzu, während Charakterdarsteller Vernon Dent als „Straight man“ zu Langdons wichtigstem Mitspieler in den Filmen wurde. Sennett hatte auch die drei Lesser-Filme erworben, von denen er mindestens zwei unter anderem Titel in die Kinos brachte (Horace Greeley, Jr. und The White Wing’s Bride).
Tramp, Tramp, Tramp (1926) war bereits nach Langdons Weggang von Sennett entstanden, in eigener Produktion für die First National. Dieser und der nachfolgende Langfilm The Strong Man (1926) waren künstlerische und kommerzielle Erfolge, die Langdons Status als wichtiger Komiker und Kritikerliebling festigten. The Strong Man entstand erstmals unter der Regie von Frank Capra und gilt als Langdons bester Langfilm. 2007 wurde er als „kulturell, historisch oder ästhetisch signifikant“ bewertet und in das United States National Film Registry der Library of Congress aufgenommen.
Während der Dreharbeiten zum nächsten Langfilm Long Pants (1927) kam es dann zu ständigen Meinungsverschiedenheiten zwischen Regisseur Capra auf der einen sowie Langdon und Autor Ripley auf der anderen Seite, die schließlich zum Rauswurf Capras führten. Eine kontroverse Sequenz, in der der Protagonist seine ehemalige Liebe umbringen will (eine Parodie auf Dreisers Eine amerikanische Tragödie), befremdete das Publikum und der Film wurde kein Erfolg. Langdon entschloss sich, künftig selbst Regie zu führen, doch der pathetische Three's a Crowd (1927), der bizarre The Chaser (1928) und der heute verschollene Heart Trouble (1928) erwiesen sich an den Kinokassen als herbe Flops und beendeten die großen Jahre des Komikers.

## Tonfilm
Nachdem Langdon in der Folge einige Monate lang gezwungen war, auf die Bühne zurückzukehren, konnte er im Durchbruchsjahr des Tonfilms doch noch einen Vertrag mit den Hal Roach Studios unterzeichnen. 1929/30 entstanden dort acht Kurzfilme, die Langdons erste Tonfilme darstellten. Konträr zu einer weitverbreiteten Legende wurde der Komiker anschließend nicht von Roach gefeuert, sondern warf aufgrund der angespannten Arbeitsatmosphäre selbst das Handtuch. Dass Langdon 1930 noch über mehr Prestige verfügte als oft angenommen, zeigen auch seine Hauptrollen in zwei Langfilmen: In Warners A Soldier's Plaything (Regie: Michael Curtiz) spielte er als Sidekick von Ben Lyon und in Universals See America Thirst im Duo mit dem Keystone-Veteranen Slim Summerville. Beim zahlenden Publikum war all diesen Filmen kein Erfolg beschieden.
Die anhaltenden Misserfolge sowie private Probleme brachten Langdons Filmkarriere schließlich von Ende 1930 bis Ende 1932 zwei Jahre lang zum Erliegen. Seine weiteren Kurzfilme der 1930er und 1940er Jahre waren schnell und billig gedrehte Komödien von der Stange, die nacheinander für Educational (1932/33, acht Filme), Paramount (1933/34, fünf Filme) und vor allem Columbia (ab 1934) entstanden. Etliche dieser Filme brachten Langdon zum ersten Mal seit den Sennett-Tagen wieder mit Vernon Dent zusammen, der im Privatleben sein bester Freund wurde. Einige der Columbia-Kurzfilme wie I Don’t Remember, A Doggone Mixup oder Cold Turkey sind auf ihre Weise gelungene Komödien, jedoch hatte Langdons Filmfigur zu dieser Zeit nur noch wenig mit der aus den Stummfilmen bekannten gemein. Als Nebendarsteller agierte der Komiker auch weiterhin in Langfilmen verschiedener Studios, vor allem mit einer vielgelobten Darstellung im Al-Jolson-Musical Hallelujah, I’m a Bum (1933).
Ab 1938 arbeitete Langdon auch für das Komikerduo Laurel & Hardy als Gag-Autor für deren Filme Block-Heads (1938), The Flying Deuces (1939), A Chump at Oxford und Saps at Sea (beide 1940). In Roachs Südstaatenkomödie Zenobia (1939) stand er sogar gemeinsam mit Oliver Hardy vor der Kamera, was letztlich unbegründeten Gerüchten Nahrung gab, das Team Laurel & Hardy habe sich getrennt.
Zenobia war erfolgreich genug, um Langdon anschließend zum Star dreier Langfilme für die Poverty-Row-Studios PRC und Monogram zu machen: Nach Misbehaving Husbands (1940) trat er in Double Trouble (1941) und House of Errors (1942) zweimal im Duo mit dem Komiker Charley Rogers als Brüderpaar Bert und Alf Prattle auf. Rogers ist vor allem als Autor, Regisseur und Nebendarsteller von Laurel & Hardy bekannt und hatte 1929/30 auch einige der frühesten Langdon-Tonfilme für Roach inszeniert.
Nach einer 1929 geschlossenen kurzen zweiten Ehe, die mitverantwortlich für seine Bankrotterklärung Ende 1931 gewesen war, hatte Langdon im Februar 1934 in dritter Ehe Mabel Sheldon geheiratet. Ende desselben Jahres war er Vater eines Sohnes geworden, des späteren bekannten Prominentenfotografen Harry Langdon jr. Zehn Jahre später starb er 60-jährig an einer Hirnblutung. Er liegt auf dem Grand View Memorial Park Cemetery in Glendale in Kalifornien begraben. Er hat einen Stern auf dem Hollywood Walk of Fame (6925 Hollywood Boulevard), und in seinem Geburtsort Council Bluffs gibt es seit 1999 einen Harry Langdon Boulevard.

## Langdon und Capra
In seiner Autobiographie „The Name Above the Title“ von 1971 stellte Frank Capra Harry Langdon als weltfremden, selbstverliebten und allürenbehafteten Dummkopf dar, der die von ihm selbst dargestellte Filmfigur nie begriffen habe. Seinen kurzlebigen kommerziellen Erfolg habe er zur Gänze Capra und dessen Charakterisierungskunst zu verdanken gehabt, was durch Langdons sofortigen Niedergang nach der Kündigung seines Mentors nur mehr bestätigt worden sei. Diese Meinungsäußerung Capras, die er 1980 in der Fernsehdokumentation Hollywood (Episode 8: Comedy – A Serious Business) noch einmal wiederholte, wurde in den folgenden Jahrzehnten von Filmhistorikern immer wieder als unhinterfragter „Fakt“ übernommen und reproduziert. Erst in jüngerer Zeit mehren sich die Stimmen, die die Äußerungen als Teil einer langwierigen Rufmord-Kampagne des von Langdon in seiner Ehre gekränkten späteren Starregisseurs bewerten: Capra hatte bereits 1927, kurz nachdem Langdon ihn entlassen hatte, diverse Filmkolumnisten gegen den Komiker mobil gemacht und Langdons Karriere damit geschadet. Durch die Wiederverfügbarkeit der meisten frühen Langdon-Filme ist heute erwiesen, dass der Komiker seine Filmfigur bereits weitestgehend perfektioniert hatte, bevor Capra zu ihm stieß; ferner hatte sein Niedergang bereits unter dessen Regie, mit Long Pants, begonnen.

## Vermächtnis
In seinem berühmten Artikel „Comedy’s Greatest Era“ für das Magazin Life stellte Filmkritiker James Agee 1949 Harry Langdon erstmals mit Charlie Chaplin, Buster Keaton und Harold Lloyd auf eine Stufe und schrieb von den „Großen Vier“ der Stummfilmkomödie. Diese These blieb allerdings nicht unwidersprochen: Zum einen ist Langdons Filmfigur weniger „massenkompatibel“ als die der anderen drei großen Komiker und ruft nicht nur glühende Verehrung, sondern bei einigen Zuschauern auch Unverständnis hervor. Zum anderen reichen die Langfilme Langdons, mit der möglichen Ausnahme von The Strong Man, schwerlich an die Meisterwerke der genannten Kollegen heran. Fatty Arbuckle (Komiker, richtungsweisender Komödienregisseur, sein eigener Autor und Lehrmeister Keatons in Personalunion) hat heute nach Meinung vieler einen ähnlich großen Anspruch auf einen Platz im Olymp der Stummfilmkomiker.
Unbestritten sind Langdons Bedeutung als einer der größten Pantomimen aller Zeiten, seine Originalität und sein großer Einfluss auf die Filmkomödie. Er revolutionierte die Filmkomik durch die Entdeckung der Langsamkeit und leistete damit Pionierarbeit, auf der z. B. die berühmteren Laurel & Hardy aufbauen konnten.

## Filmografie
Verschollene oder nur als kurzes Fragment erhalten gebliebene Filme sind mit einem Asterisk gekennzeichnet.

### Lesser-Kurzfilme (komplett)
- 1923: The Sky Scraper (veröffentlicht?) *
- 1923: A Tough Tenderfoot (veröffentlicht 1925 u.d.T. „Horace Greeley, Jr.“) *
- 1923: A Perfect Nuisance (veröffentlicht 1925 u.d.T. „The White Wing's Bride“) *

### Sennett-Kurzfilme (komplett)
- 1924: Picking Peaches
- 1924: Smile Please
- 1924: Shanghaied Lovers
- 1924: Flickering Youth *
- 1924: The Cat's Meow *
- 1924: His New Mamma
- 1924: The First 100 Years
- 1924: The Luck of the Foolish (Regie ab hier: Edwards)
- 1924: The Hansom Cabman
- 1924: All Night Long (erstmals mit Capra als Gagschreiber)
- 1924: Feet of Mud
- 1925: The Sea Squawk
- 1925: Boobs in the Wood (mit Capra)
- 1925: His Marriage Wow
- 1925: Plain Clothes (mit Capra)
- 1925: Remember When?
- 1925: Lucky Stars (mit Capra)
- 1925: There He Goes (Dreiakter, mit Capra) *
- 1926: Saturday Afternoon (Dreiakter, mit Capra)
- 1926: Soldier Man (Dreiakter, mit Capra)
- 1927: His First Flame (Langfilm, bereits 1925 gedreht, mit Capra)
- 1927: Fiddlesticks (bereits 1925 gedreht, mit Capra)

### First National-Langfilme (komplett)
- 1926: Tramp, Tramp, Tramp
- 1926: Der starke Mann (The Strong Man)
- 1927: Die ersten langen Hosen (Long Pants)
- 1927: Der Dritte stört (Three's a Crowd)
- 1928: The Chaser (Regie: Langdon)
- 1928: Heart Trouble (Regie: Langdon) *

### Sonstige (Auswahl)
- 1926: Wie Ellen zum Film kam (Ella Cinders)
- 1930: The Head Guy (Kurzfilm)
- 1930: The Fighting Parson (Kurzfilm)
- 1930: A Soldier's Plaything
- 1930: See America Thirst
- 1933: Hallelujah, I'm a Bum
- 1933: Die Schule der Liebe (My Weakness)
- 1933: The Hitchhiker (Kurzfilm)
- 1933: Knight Duty (Kurzfilm)
- 1934: Counsel on de Fence (Kurzfilm)
- 1935: I Don’t Remember (Kurzfilm)
- 1938: Sue My Lawyer (Kurzfilm)
- 1938: A Doggone Mixup (Kurzfilm)
- 1938: Millionärin auf Abwegen (There Goes My Heart)
- 1939: Zenobia, der Jahrmarktselefant (Zenobia)
- 1940: Cold Turkey (Kurzfilm)
- 1940: Misbehaving Husbands
- 1941: All-American Co-Ed
- 1941: Double Trouble
- 1942: House of Errors
- 1943: Spotlight Revue